# Jardin japonais de Roihuvuori
Le Jardin japonais de Roihuvuori (en finnois : Japanilaistyylinen puutarha) est un parc du quartier de Roihuvuori à Helsinki en Finlande.

## Élaboration
Le jardin a été conçu par l'architecte paysager Virve Veisterä, le directeur des travaux Jukka Toivonen et le concepteur de parc Kaisu Ilonen. 
La réalisation a commencé en 1992 et le parc sera ouvert au public en 1998.
Sa superficie est de 9 238 m2.
Le jardin japonais de Roihuvuori est relié au parc aux cerisiers d'Helsinki par une voie de circulation douce.
Il est une des composantes du zone des parcs de Roihuvuori.

## Parties
Le parc est composé de quatre parties portant le nom des Quatre animaux:

### Le jardin duDragon azur
A l'ouest du parc, la pente humide aux cerisiers où le Dragon azur protège le printemps, le matin et la floraison de la jeunesse.

### Le jardin de l'Oiseau vermillon
Au sud du parc, l'Oiseau vermillon protège la paix estivale et du midi le long du chemin de la vie.

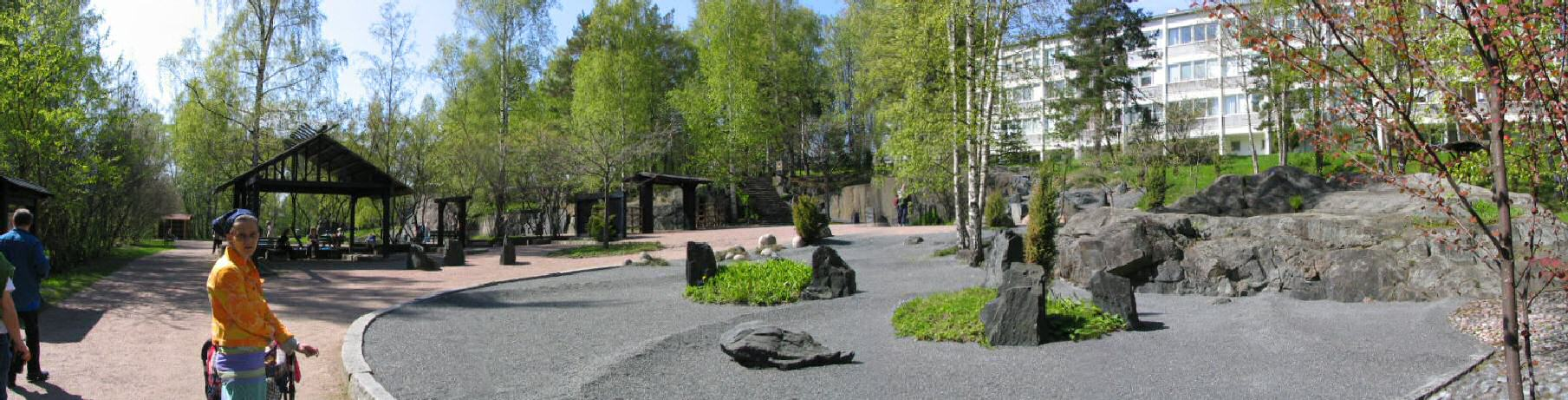
Le jardin de l'Oiseau vermillon.

### Le jardin duTigre blanc de l'ouest
À l'ouest du parc le  Tigre blanc protège les soirées d'automne.

### Le bois de laTortue noire
En bordure nord du jardin la Tortue noire prend soin de l'humidité du petit bois afin de garder les mousses et la végétation vertes et vivantes. 

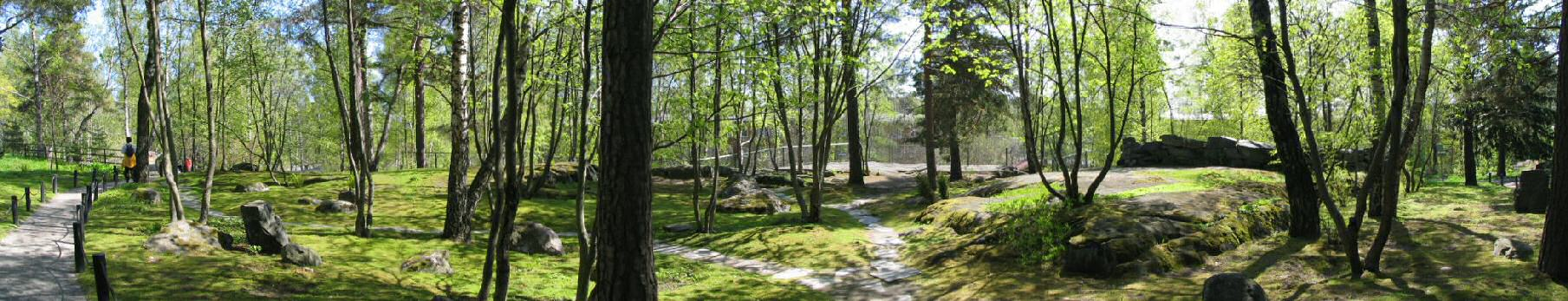
Le bois de la Tortue noire.

## Accès
- Adresse: 12-16, Roihuvuorentie, 00820 Helsinki
- Bus  82 et 80 à partir de la station de Herttoniemi
- Carte (Google maps)